# 鮑魚菇
鮑魚菇（學名：Pleurotus cystidiosus），常見的食用菇，屬於傘菌目下的側耳科。

## 分類
鮑魚菇，又名泡囊側耳，與蠔菇(平菇)、杏鮑菇同屬側耳屬
同物異名:Pleurotus abalonus Y.H. Han, K.M. Chen & S. Cheng 1974 (synonym)、Antromycopsis macrocarpa (Ellis & Everh.) Stalpers, Seifert & Samson 1991 (synonym).

## 型態
鮑魚菇的菌柄側生或無菌柄，菌褶延伸至菌柄，孢子為白色。

## 生態
側耳屬的菇類常出現在熱帶氣候和溫帶氣候。而鮑魚菇子實體平均重量為25.4g，最佳生長溫度為25~28℃，子實體生長發育適宜的溫度為25~30℃，低於20℃和高於35℃子實體不發生，子實體長度能長到7.6~9.8cm。